# リッペ州教会
座標: 北緯51度56分 東経08度53分 / 北緯51.933度 東経8.883度
リッペ州教会（ドイツ語:  Lippische Landeskirche ）はドイツ福音主義教会 (EKD)に加盟する20の福音主義州教会の一つである。他の州教会と同様に、リッペ州教会も公法上の社団である。州教会の本部はノルトライン・ヴェストファーレン州のデトモルトに置かれている。リッペ州教会には166,163人(2015年現在)の教会員と、58の改革派の教会共同体と10のルター派教会共同体が属している。リッペ州教会のあるドイツ北西部のノルトライン・ヴェストファーレン州にはラインラント福音主義教会とヴェストファーレン福音主義教会と呼ばれている大きな州教会もあり、リッペ州教会はこの2つの州教会と讃美歌集を共同で編集している。リッペ州教会内の教会共同体の多くが改革派教会であるため、世界改革派教会共同体と改革派連盟(ドイツ国内の改革派教会組織)に加盟している。リッペの58ある改革派教会共同体は4つの教会地区に分かれて宣教活動をおこなっている。リッペ州教会内のルター派教会共同体は、包括組織としてルター派教会地区(クラス)を有し、ルター派世界連盟にも加盟している。多数派の改革派と少数派のルター派が併存するリッペ州教会は、2003年に福音主義合同教会(UEK)に加盟している。
リッペ州教会の首座教会はデトモルトにある救世主教会である。この州教会内改革派で最大教会は西デトモルトのクリストス教会とバート・ザルツウフレン市シェトマール地区にあるキリアン教会である。この州教会ルター派で一番大きな教会はレムゴーにある聖ニコライ教会である。

## 州教会の管轄地域
リッペ州教会の管轄地域はノルトライン・ヴェストファーレン州の一部であり、1947年まではリッペ自由州に属していた。第2次世界大戦後は英国占領地域になり、ノルトライン・ヴェストファーレン州に組み込まれた。リッペ州教会の管轄地域は当初デトモルト郡とレムゴー郡の二つであったが、1973年の地域行政区割り変更によって合併したデトモルト行政管区内のリッペ郡に属することになった。
地域行政区としてのリッペ郡とリッペ州教会の管轄地は同じではない。リッペ州教会の管轄地域はニーダーザクセン州の隣接地域にも及んでいる。リッペ郡リュクデ市にあるエルプリンクセンとファルケンハーゲン地区にある改革派教会共同体はリッペ州教会に属している。同じリュクデ市にあるルター派教会共同体の聖ヨハニス教会は改革派共同体とは異なり、ヴェストファーレン福音主義教会パーダーボルン地区に属している。州境を接するニーダーザクセン州ゴルトベックに住む改革派信徒は地元州の改革派教会ではなく、ノルトライン・ヴェストファーレン州リッペ郡 エクスタータールにあるリッペ州教会のベージングフェルト改革派教会共同体に属している。ヘクスター郡 シュタインハイム市ハーゲドルンに住む改革派信徒はリッペ郡シーダー＝シュヴァーレンベルク市の改革派教会に所属している

## 歴史
リッペ州教会の歴史はリッペ侯国史とは分かちがたく結びついている。ローマ・カトリック教会 ミンデン、パーダーボルン司教区での宗教改革によってこの州の福音主義教会は誕生した。1522年、レムゴーでルター派礼拝式が導入され、1533年にリッペ侯国全土に宗教改革が導入された。1538年、ブロムベルク市(カペル)でリッペ伯領議会が開催され、ルター派教会規則導入が採択された。このルター派教会規則は1571年になって追加事項が加えられ、リッペ‐シュピーゲルベルガー規則としてリッペにおけるルター派教会共同体の信仰告白の一部として今日でも認められている。1605年、リッペ伯ジーモンⅥ世が改革派教会信仰告白の導入を決定した。リッペ伯の改宗措置によって空席になった牧師職は改革派牧師で埋められた。改革派への改宗後もルター派教会規則と信仰告白は暫定的に有効とされた。1605年以降、リッペ伯領の多くの地域で改革派信仰告白導入への反対行動が起こった。レムゴーやリッペ伯領の一部貴族たち、デトモルトの一部市民はルター派のままであった。1854年、リッペ侯国でローマ・カトリック教会共同体の設立が許可され、ルター派、改革派教会共同体と同様の法的地位を得た。1877年、教会総会には大きな権限は与えられていなかったが、リッペ侯国の福音主義領邦教会に総会規則が導入された。教会総会は1878年に初めて開催された。
リッペ領邦教会の首長はリッペ侯国の歴代領主が教会統治者(summus episcopus)として君臨していた。信仰面の最高指導者として監督が置かれていた。第1次世界大戦後の1918年にリッペ候レオポルト4世は退位し、リッペ自由州として再出発することになった。リッペ自由州の教会統治者の座も州教会常議員会議長になった。1931年にはリッペ州教会は新教憲を制定した。
1934年から始まったドイツ教会闘争において、リッペ州教会はナチ党のイデオロギーに迎合したドイツ的キリスト者に指導部を奪われていない所謂無傷の教会に属していた。とりわけ、リッペ州教会は告白教会所属の牧師たちによって運営された。
第2次世界大戦後、リッペは単独州リッペ自由州として存続していた。1947年になって、リッペは独立した州ではなく、ノルトライン・ヴェストファーレン州に組み込まれることになった。しかしながら、リッペ州教会はノルトライン・ヴェストファーレン州の他の州教会に統合されることはなく、独立を維持した。1948年にリッペ州教会はドイツ福音主義教会(EKD)に加盟し、州教会本部をデトモルトに置き活動を開始した。
1973年、リッペ州教会はロイエンベルク協約(欧州における宗教改革的諸教会の合意)に署名した最初の州教会になった。それゆえ、リッペ州教会は協約署名教会間の講壇と聖餐の交わりを肯定した。女性牧師任職と同性愛者夫婦への祝福をリッペ州教会は許容している。

## 州教会の指導と運営

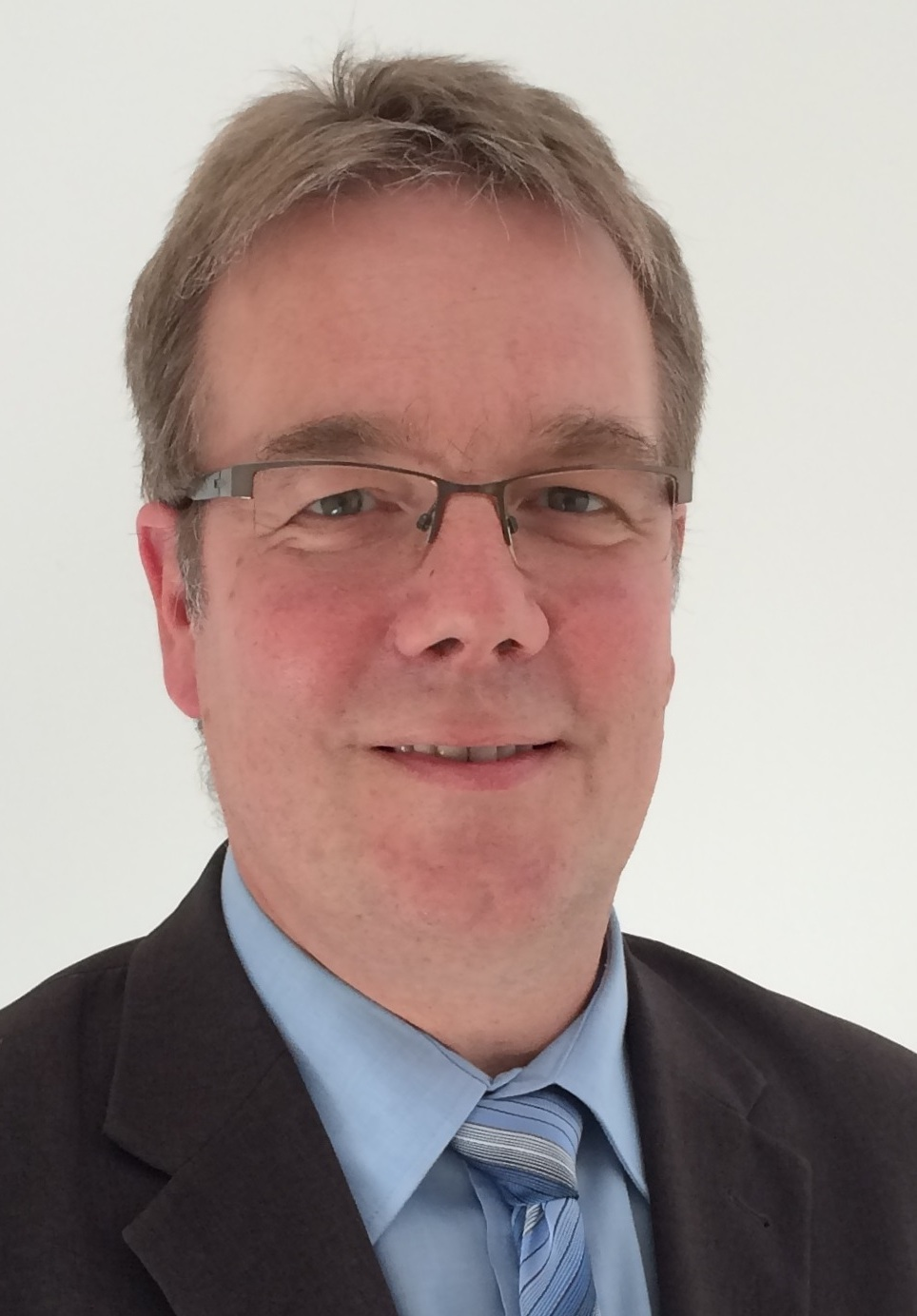
ディートマー・アレンツ(2014)

### 指導聖職者としての州教会監督
リッペ州教会総会と並ぶ形で州教会の最高指導者として州教会監督が存在しており、州教会監督は教会総会から選出される。州教会監督は65歳で引退することになっている。州教会監督はリッペ州教会内の改革派教会の信仰的指導者を務めている。リッペ州教会内のルター派信徒2万8千人のための霊的指導者としての務めは、当然のことであるがルター派教会地区(クラス)監督が果たしている。リッペにおけるルター派信徒と10のルター派教会共同体を指導しているのは2005年5月に選出されたアンドレアス・ランゲ監督である。

#### 州教会監督
- 1959–1970: ウド・シュミット
- 1970–1979: フリッツ・フィーアイング
- 1980–1996: アコ・ハールベック
- 1996–2005: ゲリット・ノルテンスマイヤー
- 2005–2013: マルティン・ドゥーツマン
- 2014–: ディートマー・アレンツ(2014年3月州教会監督に就任)

### 州教会総会Landessynode
州教会総会は州教会の議会として存在している。州教会総会議員は4年の任期でクラス(教会地区)総会と州教会常議員会から選出される。州教会監督の任期は8年である。州教会総会の職務は立法府と同様であり、教会独自の指導部として存在している。州教会総会議長はデーレントルプにあるベーガ教会共同体牧師のミヒャエル・スターダマンである(2007年選出)。

## 州教会の運営

### 州教会事務局と運営組織
州教会監督は州教会事務局をデトモルトに設置している。州教会監督は常議員会議長を兼ねている。常議員会には教会地区長たちが属しており、教会法と神学に関する顧問委員会も置かれている。とりわけ、常議員会は重要な役割を担っており、州教会総会が開催されていない時の総会代行機関でもある。さらに、州教会総会議長と3人の常議員会員、州教会監督によって構成される州教会評議会も置かれている。
リッペ郡を網羅する形で教会共同体が置かれており、教会共同体は4年の任期を有する教会共同体役員会を選出する。役員は教会長老とも呼ばれている。教会共同体役員会には牧師も加わるが、必要な場合は長老以外の信徒も入る場合がある。複数の教会共同体を統括するのが教会地区(クラス)であり、そのトップとして地区長が置かれている。教会地区(クラス)ごとに地区総会が開催される。地区総会で地区長、書記担当牧師、教会共同体に属している2人の信徒長老からなる教会地区指導部が選出される。2014年末まで改革派教会地区が6つ、ルター派教会地区が1つであったが、2015年1月に改革派教会地区が4つに統合された。
複数の教会地区が集まって州教会を形成している。
ルター派教会地区において、ルター派独自の礼拝式文を維持するための課題があり、教会地区監督と指導部を有している。ルター派教会地区監督は、ルター派世界連盟等において対外的に教会地区を代表する存在である。

### 教会共同体
4つの改革派教会地区(クラス)に59の教会共同体が属しており、1つのルター派教会地区(クラス)に11の教会共同体が属している。改革派教会地区だけでなく、ルター派教会地区にも属している教会共同体が1つある。

#### 改革派教会地区(クラス)
- 北地区 (14 教会共同体)
- 南地区 (13 教会共同体)
- 東地区 (18 教会共同体)
- 西地区 (14 教会共同体)

#### ルター派教会地区(クラス)

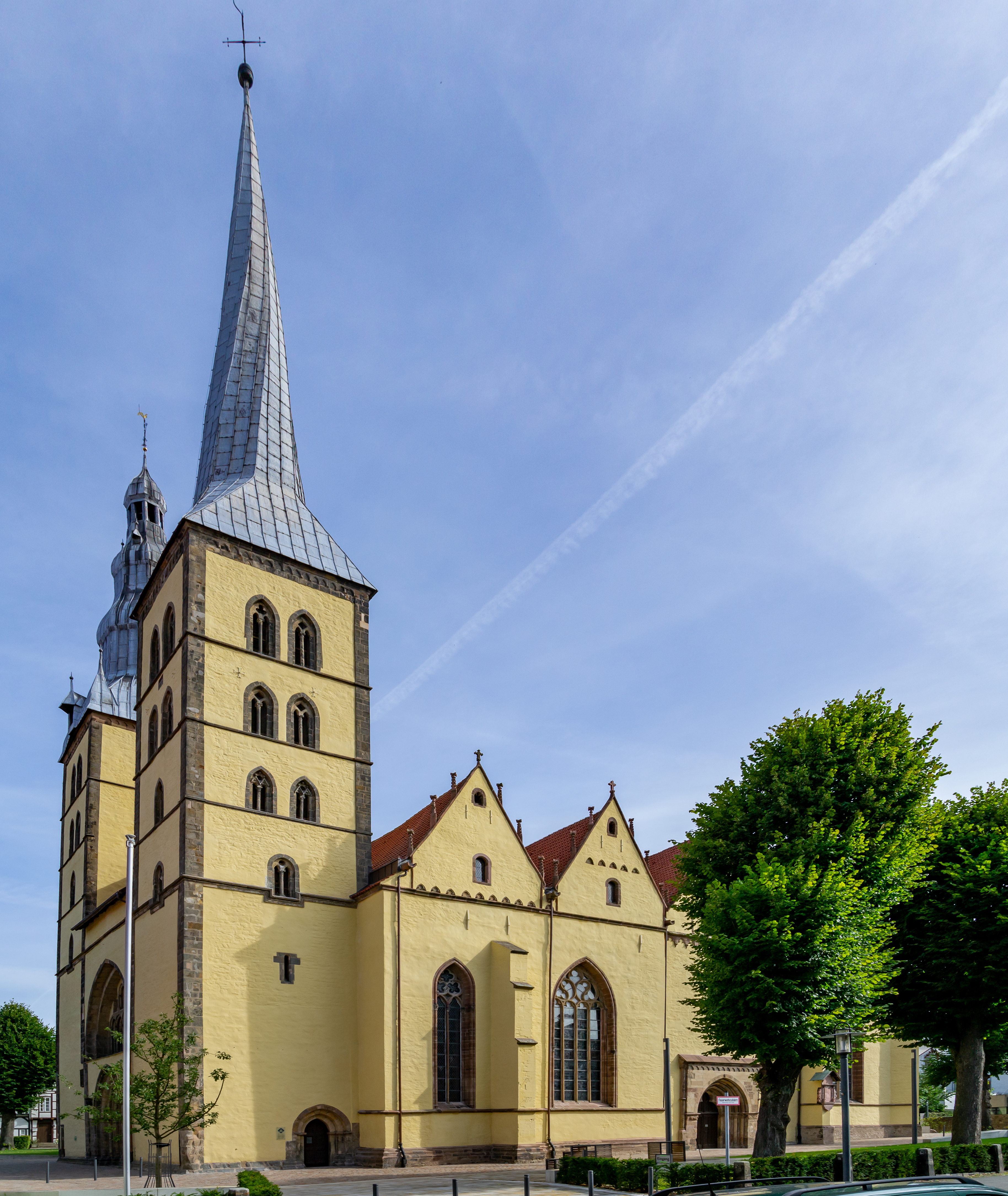
レムゴー聖ニコライ教会

リッペ州教会管轄地域にあるルター派教会共同体はルター派教会地区(クラス)を形成している。ルター派教会地区には約2万8千人のルター派信徒が属している。レムゴーには聖ニコライ教会、聖マリエン教会、エーベン＝エツァー教会、デトモルトにマルティン・ルター教会、聖ミヒャエル教会、ブロムベルクにマルティン・ルター教会、ラーゲにラーゲ福音主義教会、バート・ザルツウフレンには救世主教会、復活教会、ベルクキルヒェン教会、ロックハウゼン＝アームゼンにロックハウゼン福音主義教会等の教会共同体がある。ルター派教会地区は地区監督アンドレアス・ランゲ牧師によって率いられている。

## リッペ州教会礼拝式文
リッペ州教会ルター派教会地区(クラス)の礼拝式文。

### 聖餐式のない礼拝式文(ルター派)
- 鐘楼で鐘を鳴らす
- オルガン前奏
- 初めの歌(賛美歌)
- 交唱(救いの宣言)
牧師/父と子と聖霊のみ名によって。
会衆/アーメン
牧師/ 我らの救いは主の御名にあり。
会衆/アーメン
主は天と地とを造られた。
- 挨拶(サルタチオ)
牧師/主が汝らと共にいまさんことを！
会衆/御霊と共におられるように。
- 牧師/会衆に顔を向けてから、旧約聖書詩編朗読
- グロリア・パトリ(栄唱) 
父と子と聖霊に栄光あれ、はじめも今も後も、とこしえに。アーメン(歌唱)
- 牧師/罪の告白
- キリエ(牧師も会衆も歌唱) 
牧師/ Kyrie eleison(主よ、憐れみたまえ) 
会衆/主よ、憐れみたまえ
牧師/ Christe eleison(キリストよ、憐れみたまえ)
会衆/キリストよ、憐れみたまえ
牧師/Kyrie eleison(主よ、憐れみたまえ) 
会衆/我らに憐れみを!
- グロリア唱 
牧師/いと高きところに栄光、神にあれ、
会衆/地には平和、御心に適う人にあれ
- 讃美歌/ Allein Gott in der Höh sei Ehr (EG Nr. 179, 1) 日本基督教団讃美歌68番「父なるみ神に」
- 牧師/その日の祈り
会衆/アーメン
- 信徒聖書朗読者/聖書日課(旧約聖書、使徒書)朗読
- 会衆/ハレルヤ唱(受難節にはアーメンのみ)
会衆/ハレルヤ、ハレルヤ、ハレルヤ(EG 181.3)（歌唱）
- 賛美歌
- 信徒聖書朗読者/聖書日課個所(福音書)朗読
- 牧師/主なるあなたに栄光があるように(歌唱)
- 会衆/キリストに誉れがあるように(歌唱)
- 使徒信条(一同起立のまま唱える)
- 賛美歌
- 牧師/ 説教
- 賛美歌、あるいはオルガン独奏
- 牧師/説教後の祈祷、告示(教会員消息報告、教会行事報告、案内)
- 賛美歌(席上献金)
- 牧師/とりなしの祈り(会衆は起立する)
- 主の祈り
- 派遣の言葉
牧師/主の平安のうちに行きましょう！
会衆/神に感謝、永遠に！
- 祝祷
牧師/主があなたを祝福し、あなたを守られるように。
主が御顔をあなたに向けて、あなたを照らして、あなたに恵みを与えられるように。
主があなたに御顔を上げられ、平安を賜りますように！
会衆/アーメン
- オルガン後奏

### 聖餐式文
聖餐式はとりなしの祈り後にこの式文を用いておこなわれる。
- (司式者も会衆も歌唱)
司式者/主の平安があなたたちと共にありますように
会衆/聖霊も共おられるように
司式者/心を高みに向けましょう
会衆/主に向かい心を高めます
司式者/主なる神に感謝を捧げましょう
会衆/感謝はふさわしく、正しいことです
- 感謝祈願(司式者)
- サンクトゥス
会衆/聖なる、聖なる、聖なる万軍の主。
主の栄光は天と地に満つ。天にはホーサーナ。
主の御名によって来られる方を讃えよ。天にはホーサーナ。
- 主の祈り
- 制定の言葉
 司式者/私たちの主イエス・キリストは苦しみを受ける前夜、パンを取り、感謝しこれを裂き、弟子たちに与えて言われました。
「取って食べなさい、これはあなた方のための私のからだである。私の記念のためこれをおこないなさい」
 食事の後、杯を同じ様にして弟子たちに言われました。
「取って、飲みなさい。これは罪の赦しのため、あなたがたのために流す私の血における新しい契約である。
私の記念のためこれをおこないなさい」

- アグヌス・デイ(神の子羊) 
会衆(歌唱)/世の罪を取り除く神の子羊、キリストよ。我らを憐れみ給え。
世の罪を取り除く神の子羊、キリストよ。我らを憐れみ給え。
世の罪を取り除く神の子羊、キリストよ。平和を与え給え。アーメン
- 聖餐への招き、聖餐
- 感謝祈祷
司式者/主があなたたちと共におられるように。
会衆/あなたの霊と共におられるように。
司式者/ 主に感謝せよ、主は慈しみ深い。
会衆/主の恵みは永久に絶えることが無い、ハレルヤ (司式者、会衆共に歌唱)
- 感謝の賛美歌
- 祝祷
司式者/主があなたを祝福し、あなたを守られるように。
主が御顔をあなたに向けて、あなたを照らして、あなたに恵みを与えられるように。
主があなたに御顔を上げられ、平安を賜りますように！
会衆/アーメン、アーメン、アーメン
- オルガン後奏

## 讃美歌集
- Neues Gesangbuch für die Evang.-Luth. Gemeinden des Fürstenthums Lippe aus den besten Liedersammlungen nebst einem Anhange und Gebetbuche, 1844
- Gesangbuch für kirchliche und häusliche Andacht der evang. Gemeinden im Fürstenthume Lippe, Lemgo 1830
- Gesangbuch für die kirchliche und häusliche Andacht der evang.-reformierten Gemeinden im Fürstentum Lippe – Neue Ausgabe, Detmold 1918
- Evangelisches Gesangbuch für Rheinland und Westfalen; mit dem Stammteil „Lieder des Deutschen Evangelischen Gesangbuches nach den Beschlüssen des Deutschen Evang. Kirchenausschusses“; Dortmund 1929, mit einem eigenen lippischen Anhang
- Evangelisches Kirchengesangbuch, Ausgabe für die Landeskirchen Rheinland, Westfalen und Lippe; Bielefeld u. a. 1969
- Evangelisches Gesangbuch, Ausgabe für die Evangelische Kirche im Rheinland, die Evangelische Kirche von Westfalen, die Lippische Landeskirche, in Gemeinschaft mit der Evangelisch-reformierten Kirche (Synode evangelisch-reformierter Kirchen in Bayern und Nordwestdeutschland), in Gebrauch auch in den evangelischen Kirchen im Großherzogtum Luxemburg; Gütersloh/Bielefeld/Neukirchen-Vluyn 1996